# Stephenson Ø
Stephenson Ø är en ö i Grönland (Kungariket Danmark). Den ligger i den norra delen av Grönland, vid mynningen av Victoria Fjord, 2 000 km norr om huvudstaden Nuuk.